# Hjelmar von Danneville
Hjelmar von Danneville (1860-1930) est une prisonnière en Nouvelle-Zélande soupçonnée d'être un imposteur pendant la Première Guerre mondiale en raison de sa non-conformité de genre et de sa volonté de porter des habits masculins.

## Biographique
Née au Danemark en 1860, elle arrive à Wellington en 1911, sans papiers et affirme avoir étudié la médecine en Suisse. Elle affirme également  avoir été correspondante travaillant sur la guerre russo-japonaise en 1905.
En raison de ses cheveux courts, de son style vestimentaire masculin et de son accent étranger, von Danneville est soupçonnée d'être un imposteur allemand par les autorités néo-zélandaises pendant la Première Guerre mondiale. 
En mai 1917, le chef de la censure néo-zélandaise, le colonel Gibbon demande à Sir John Salmond, auteur du Règlement de guerre son avis sur le cas de Von Danneville en lui transmettant un dossier secret. 
Selon les rapports, Hjelmar von Danneville était arrivée à Wellington en 1911. Elle avait été accusée d'espionnage pour le compte de l'Allemagne en octobre 1914 et se distinguait par le fait qu'elle portait des vêtements d'homme et semblait favoriser la compagnie des femmes. Elle dirigeait à l'époque un établissement de santé sur la péninsule Miramar de Wellington. Elle a pour partenaire commerciale une dénommée Edith Huntley. Elle s'engage dans la lutte contre les maladies vénériennes.
Elle est soumise à un examen médical forcé par l'armée pour déterminer son sexe, et est internée pendant six semaines à Matiu/Somes Island dans le port de Wellington en 1917 sous prétexte qu'elle est un danger public,. Elle est la seule femme à être internée sur l'île.
Von Danneville déménage à San Francisco en 1918, où elle continue à se battre avec les autorités locales. Elle est arrêtée en 1925 pour s'être fait passer pour un homme, mais obtient finalement un permis pour porter des vêtements masculins. Elle meurt  à San Francisco en 1930.
Sur la base de ses lettres personnelles, les analyses historiques modernes ont émis l'hypothèse que von Danneville était peut-être lesbienne.

## Dans la culture populaire
Von Danneville a été l'objet d'une exposition à la Enjoy Public Art Gallery de Wellington en 2018,.
Son histoire a été présentée dans un livre non romanesque de 2019 de l'historien Jared Davidson, intitulé Dead Letters: Censorship and Subversion in New Zealand 1914–1920.